# Пасербиця
Па́сербиця, також па́дчерка, па́дчірка — нерідна дочка чоловіка чи дружини від попереднього шлюбу. Чоловічий відповідник — «пасинок».
Слово падчерка, падчірка походить від прасл. *padъkti, род. відм. *padъktere, утвореного доданням приставки *pa- (д.-рус. па-) до прасл. *dъkti (д.-рус. дъчи, «дочка»). Слово пасербиця є жіночою формою слова «пасерб».
Пасербицею може називатися тільки та дитина, яка є рідною одному (одній) з подружжя. У разі, якщо дитина не є рідною ні матері, ні батьку, використовується термін «прийомна дочка».
Нерідний батько пасербиці називається вітчимом, нерідна мати — мачухою.
Класичні образи пасербиці в народному фольклорі представлені в казках «Попелюшка» і «Дідова дочка й бабина дочка».